# Ayla (série télévisée)
Ayla (Ayla y Los Mirror en version originale) est une série télévisée espagnole, créée par Ana Hormaetxea, Tatiana Chisleanschi, Alberto Grondona, Ada Hernández et Candela Izquierdo, produite par Federation Spain et diffusée depuis le 27 septembre 2024 sur Disney+ et Disney Channel.

## Synopsis
Ayla, une jeune adolescente riche et gâtée, est victime d'une amnésie post-traumatique après avoir appris la mort accidentelle de son père. À la suite de cela et comme aucun membre de sa famille ne s'est manifesté pour s'occuper d'elle (puisqu'on la croit elle aussi décédée), elle est placée au sein du centre d'accueil El Bosque, où elle va faire la rencontre d'un groupe de jeunes danseurs, les Mirrors, dont elle va devenir membre. Parallèlement à cela, des bribes de souvenirs de son passé lui reviennent progressivement et elle enquête pour retrouver son identité avec l'aide d'Inès, sa colocataire de chambre, du lieutenant Segura et de sa fille Julia.

## Fiche technique
- Titre français : Ayla
- Titre original : Ayla y Los Mirror
- Création : Ana Hormaetxea, Tatiana Chisleanschi, Alberto Grondona, Ada Hernández, Candela Izquierdo
- Réalisation :
- Scénario :
- Production :
- Société(s) de production : Federation Spain
- Société(s) de distribution : Disney+, Disney Channel
- Pays d'origine :  Espagne
- Langue originale : espagnol
- Format : couleur —

## Distribution

### Acteurs principaux
- Violeta Madel (VF : Jaynélia Coadou) : Ayla / Emma Ortiz Villanueva
- Cristian López (VF : Jean-Stan DuPac) : Yago Álvarez
- Daniela Monter (VF : Camille Gondard) : Sofia López
- Israel Menéndez (VF : Kyllian Najera Houbiers) : Kako
- Camino Moreno (VF : Élise Vigné) : Paola
- Alicia Chojnowski (VF : Marie Nédélec) : Inés Aguirre
- Verónica Ramos (VF : Alicia Hava) : Valen
- Anastasia Russo (VF : Micha Bercovici-Bienaimé) : Julia Segura
- Sami Gomez (VF : Aurélien Raynal) : David Ugarte
- Amalia Martos Olivares (VF : Valérie Bescht) : Noe Ugarte
- Madalina Cojocaru  (VF : Joséphine Ropion) : Saray
- Álvaro de los Santos  (VF : Nicolas Pluyaud) : Nacho
- Mar Abascal (en) (VF : Claire Guyot) : Esmeralda Ortiz Figueroa
- Selu Nieto (VF : Antoine Schoumsky) : Eric
- Denis Gómez (VF : Bruno Choël) : Lieutenant Gustavo Segura
- Carmen Ruiz (VF : Céline Ronté) : Nieves
- Carlos Serrano (VF : Mathias Kozlowski) : Miguel
- Ruth Llopis (VF : Marie Chevalot) : Sandra

Source VF : Carton de doublage de la série sur Disney+